# (73511) Lovas
(73511) Lovas es un asteroide perteneciente al cinturón de asteroides, descubierto el 25 de diciembre de 2002 por Krisztián Sárneczky desde la Estación Piszkéstető, Budapest, Hungría.

## Designación y nombre
Designado provisionalmente como 2002 YD3. Fue nombrado Lovas en honor astrónomo húngaro Miklós Lovas. Descubrió 42 supernovas, cinco cometas y planetas menores en el transcurso del programa de búsqueda de supernovas en el Observatorio Konkoly durante los años 1964 y 1995.

## Características orbitales
Lovas está situado a una distancia media del Sol de 3,135 ua, pudiendo alejarse hasta 3,423 ua y acercarse hasta 2,847 ua. Su excentricidad es 0,091 y la inclinación orbital 15,92 grados. Emplea 2028 días en completar una órbita alrededor del Sol.

## Características físicas
La magnitud absoluta de Lovas es 13,9. Tiene 8,837 km de diámetro y su albedo se estima en 0,064.